# Мухсимов, Бактигерей
Бактигерей Мухсимов, другой вариант имени — Бактыгерей (10 июня 1939 год, село Тандай — 7 августа 2005) — старший чабан совхоза «Тайпакский» Тайпакского района Уральской области, Казахская ССР. Герой Социалистического Труда (1966).
Родился в 1939 году в крестьянской семье в селе Тандай. Трудовую деятельность начал в раннем возрасте. Помогал своему отцу в уходе за овцами. С 1959 года — старший чабан овцеводческого совхоза «Тайпакский» Тайпакского района.
В годы семилетки (1959—1965) ежегодно добивался высоких результатов при выращивании молодняка. В 1961 году вырастил в среднем по 112 ягнят от каждой сотни овцематок, в 1963 году получил в среднем по 113 ягнят от каждой сотни овцематок и в 1965 году — по 153 ягнёнка от каждой сотни овцематок. Указом Президиума Верховного Совета СССР от 22 марта 1966 года «за достигнутые успехи в развитии животноводства, увеличении производства и заготовок мяса, молока, яиц, шерсти и другой продукции» удостоен звания Героя Социалистического Труда с вручением ордена Ленина и золотой медали «Серп и Молот».